# Hypochrysops polemon
Hypochrysops polemon är en fjärilsart som beskrevs av Hans Fruhstorfer 1915. Hypochrysops polemon ingår i släktet Hypochrysops och familjen juvelvingar. Inga underarter finns listade i Catalogue of Life.